# Wilhelm Schmetz
Wilhelm Schmetz (* 14. März 1890 in Düsseldorf; † 20. August 1938 in Aachen)  war ein deutscher Landschaftsmaler.

## Leben
Im Aachener Raum ursprünglich verwurzelt – die Familie stammt aus Herzogenrath –, hat Wilhelm Schmetz Jugend und Studienzeit in der rheinischen Kunststadt Düsseldorf verlebt, wo er die Kunstakademie besuchte. Seine Werke wurden im Rahmen von Ausstellungen der Künstlergruppen Das Junge Rheinland, Rheingruppe und Rheinische Sezession präsentiert (siehe Liste der Künstler und Künstlerinnen, die zwischen 1919 und 1933 an den Ausstellungen des Jungen Rheinlands, der Rheingruppe und der Rheinischen Sezession beteiligt waren).
1918 kehrte er nach Aachen zurück, wo er mit seiner Lebensgefährtin, der Malerin Dora Schmetz-Diehl, bis zu seinem Tod lebte. Wilhelm Schmetz war Mitglied im Deutschen Künstlerbund.
Schmetz unterrichtete das Fach Kunst am Kaiser-Karls-Gymnasium in Aachen.

## Werke (Auswahl)

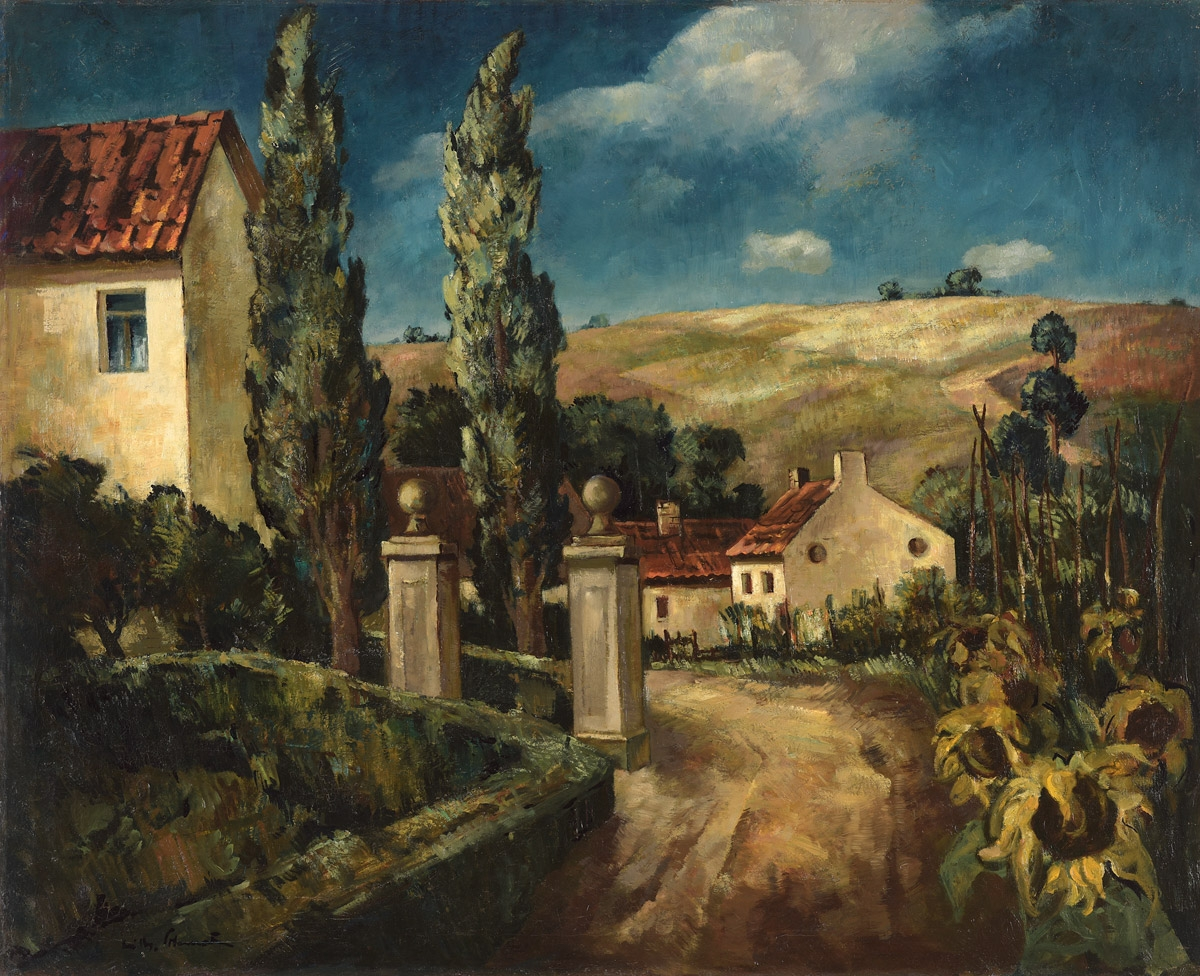
Wilhelm Schmetz: Landschaft

Schmetz war Landschaftsmaler, er malte Aquarelle und versuchte sich auch in der Ölmalerei; das Stillleben pflegte er als gelegentliches Nebenwerk.
Seine vielen Studienreisen führten ihn zur Nordsee von Flandern bis Sylt und in die norddeutsche Ebene. Hier fand er die ihm gemäßen Motive: die stark bewegte oder auch die ruhig glänzende See, insbesondere aber die unermessliche Tiefe Rembrandtscher Flachhorizonte in der unbegrenzten Weite der Ebene, worüber er dann einen tonigen Himmel spannte.
Seine künstlerischen Vorbilder waren die niederländischen Landschaftsmaler des 17. Jahrhunderts und die französische Pleinairmalerei des 19. Jahrhunderts. Schmetz schätzte vor allem den Engländer John Constable, dessen lichtdurchströmte Farbigkeit er auf der Brüsseler Weltausstellung kennenlernte.